# Ваханская письменность
Ваханская письменность — письменность ваханского языка. Язык распространён на территории четырёх государств — Афганистана, Китая, Пакистана и Таджикистана, что обусловило разнообразие применяемых систем письменности. Первые записи ваханского языкового материала в научных целях относятся к 1830-м годам. Позднее лингвистические материалы по ваханскому языку (словари, грамматики, фольклорные записи) неоднократно публиковались европейскими и советскими учёными с применением различных видов транскрипций, преимущественно на основе латиницы. Однако собственную письменность язык получил только в 1980-е годы. В настоящее время ваханский язык использует следующие системы письма:
- арабское письмо — в Афганистане
- кириллица — в Таджикистане
- латиница — в Китае и Пакистане.

## Таджикистан
Первая попытка создания ваханской письменности была предпринята в СССР в 1930-е годы в рамках кампании по латинизации и созданию письменностей для ряда бесписьменных народов. Однако в те годы алфавит не был внедрён жизнь из-за изменения национальной политики государства, а язык остался бесписьменным.
В начале 1960-х годов в СССР началось активное изучение памирских языков, в том числе и ваханского. Для их записи была разработана научная транскрипция, которая применительно к ваханскому языку выглядела так: a, ā, b, c, č, č̣, d, ḍ, δ, e, ē, f, g, γ, γ̌, i, ī, ӡ, ǰ, ǰ̣, k, l, m, n, o, ō, p, q, r, s, š, ṣ̌, t, ṭ, ϑ, u, ū, v, w, x, x̌, y, z, ž, ẓ̌, ы, ә. В 1970-е годы для фиксации и публикации фольклора памирских народов, в том числе и ваханцев, стала применяться также и кириллическая транскрипция. Ваханский кириллический алфавит (с добавлением греческих букв δ, γ, ϑ) был разработан Б. Б. Лашкарбековым. Для обозначения звуков церебрального ряда, как и в латинской транскрипции, использовалась точка под буквой (например, т̣).
Появление собственно ваханской письменности стало возможным после принятия закона Таджикской ССР «О языке» от 22 июля 1989 года, декларировавшего «создание условий для свободного развития и использования горно-бадахшанских (памирских) языков». В том же году Отделом памироведения Памирской базы академии наук Таджикской ССР был опубликована брошюра с проектами алфавитов памирских языков, в том числе и ваханского. Каждый алфавит предлагался в двух вариантах — «научном» и «упрощённом популярном». «Упрощённая» версия ваханского алфавита выглядела так: A a, А̄ а̄, Б б, В в, В̌ в̌, Г г, Д д, Д̣ д̣, Д̌ д̌, Е е, Э э, Ы ы, Ж ж, Ж̣ ж̣, З з, И и, Ӣ ӣ, Й й, К к, Л л, М м, Н н, О̄ о̄, П п, Р р, Т т, Т̣ т̣, С с, Т̌ т̌, У у, Ӯ ӯ, У̊ у̊, Ф ф, Х х, Х̌ х̌, Ц ц, З̌ з̌, Ч ч, Ч̣ ч̣, Ш ш, Ш̣ ш̣, Ғ ғ, Ғ̌ ғ̌, Қ қ, Ҷ ҷ, Ҷ̣ ҷ̣.
23 декабря 1989 года Исполнительный комитет Совета народных Депутатов Горно-Бадахшанской АО создал комиссию, который было поручено, среди прочего, составление и внедрение в жизнь алфавитов памирских языков, в том числе и ваханского. Дискуссия об алфавите в 1989—1991 годах развернулась на страницах местной прессы — в газетах «Бадахшони Советӣ», «Коммунисти Шуғнон», «Маърифат» и «Фарҳанги Бадахшон». Обсуждалась графическая основа ваханского алфавита — предлагались как кириллица, так и латиница, и арабское письмо. В этих же газетах периодически печатались отдельные материалы на ваханском языке, но из-за отсутствия необходимых шрифтов наборщики ограничивались литерами таджикского алфавита. Для решения этой проблемы Д. К. Карамшоевым в 1992 году было предложено (применительно к шугнанскому языку, но этот подход применялся де-факто и к ваханскому) заменять надстрочные и подстрочные диакритические знаки твёрдым знаком (ъ) после согласных. Свои варианты ваханского алфавита на кириллице и латинице Д. К. Карамшоев опубликовал в том же году в брошюре «Временный алфавит памирских языков с литературными образцами» (тадж. Алифбои фаврии забонҳои помирӣ бо намунаҳои адабӣ). В целом алфавиты Карамшоева повторяли научную транскрипцию 1960-х годов (латиница) и «упрощённый» алфавит 1989 года (кириллица). Однако в кириллической версии буквы В̌ в̌, Д̌ д̌, Т̌ т̌, Х̌ х̌, З̌ з̌, Ғ̌ ғ̌ были заменены на Въ въ, Дъ дъ, Тъ тъ, Хъ хъ, Зъ зъ, Ғъ ғъ.
Гражданская война в Таджикистане приостановила процесс разработки и нормализации ваханской письменности. В этот период основная работа по этому направлению велась в Институте перевода Библии в Москве, где готовился перевод Евангелия от Луки на ваханский язык (издано в 2001 году). В этом переводе параллельно использовались кириллический и латинизированный алфавиты. Алфавиты этого издания в целом повторяли научную транскрипцию 1960-х годов и проект 1989 года. В начале 2010-х работа по развитию и стандартизации ваханской письменности в Таджикистане возобновилась. Начиная с 2012 года был издан ряд книг на ваханском языке на кириллической графике. По сравнению с более ранними изданиями в алфавит был внесён ряд изменений. Так, звук [ʃ] стал обозначаться буквой Щ щ, [ʒ] — буквой Җ җ, [ʂ] — буквой Ш ш, [ʐ] — буквой Ж ж. Церебральные фонемы [d̪], [t̪], [ʈ͡ʂ] и [ɖ͡ʐ] стали обозначаться буквами Д̈ д̈, Т̈ т̈, Ӵ ӵ, Ҷ̈ ҷ̈; фонемы [d͡z], [θ] и [ð] — буквами Ц̌ ц̌, С̌ с̌, З̌ з̌. В целом алфавит имеет следующий вид:
| А а | Б б | В в | В̌ в̌ | Г г | Ғ̌ ғ̌ | Ғ ғ | Д д | Д̈ д̈ | Е е | Ё ё | Җ җ | Ж ж | З з | З̌ з̌ | И и |
| Й й | К к | Қ қ | Л л | М м | Н н | О о | П п | Р р | С с | С̌ с̌ | Т т | Т̈ т̈ | У у | Ф ф | Х х |
| Х̌ х̌ | Ц ц | Ц̌ ц̌ | Ч ч | Ӵ ӵ | Ҷ ҷ | Ҷ̈ ҷ̈ | Щ щ | Ш ш | Ы ы | Ә ә | Э э | Ю ю | Я я |     |     |

Исследователи отмечают, что ваханский язык, несмотря на многочисленные научные конференции по стандартизации письма, так и не получил фиксированного алфавита и орфографии. В переписке ваханцы используют «индивидуальные» версии алфавита, обусловленные личным вариантом того, как правильно писать, знакомством с тем или иным письменным языком (русский, таджикский, английский и др.), а также возможностями электронных устройств.

## Пакистан
Разработка письменности для ваханцев Пакистана начата в 1970-е годы местным просветителем Хакикатом Али. Он состоял в переписке с советским учёным Б. Б. Лашкарбековым, и алфавит для пакистанских ваханцев был плодом их совместного труда. За основу алфавита Хакикат Али взял советскую латинизированную транскрипцию 1960-х годов и модифицировал её для практического использования. В 1985 году им был издан первый ваханский букварь «Xәkwōr ӡik», включавший следующие буквы a, ā, ā̒, b, č, č̣, c, d, ḍ, ḏ, e, ә, f, g, ɣ̌, ɣ, j, ǰ, ȷ, k, l, m, n, o, ō, ō̒, p, q, ө, r, s, š, ṣ̌, t, ṭ, ṯ, u, ы, u̒, v, w, x, x̌, y, z, ẓ̌, ž.
В Пакистане в районе расселения ваханцев язык изучается в школах, на нём выходит немногочисленная литература. Вместе с тем дискуссия об алфавите продолжается — высказываются различные взгляды на то, как он должен выглядеть. Предлагается как сохранить существующий алфавит, так и упростить его, сократив количество диакритических знаков; также выдвигаются предложения о переводе алфавита на арабский шрифт. В 2011 году на круглом столе в Исламабаде был предложен новый вариант ваханского алфавита:
| A a | B b | C c | Ch ch | C̃h c̃h | D d | D̃ d̃   | Dt dt | E e | F f | G g   | Gh gh | G̃h g̃h | H h | I i | J j |
| J̃ ȷ̃ | K k | L l | M m   | N n   | O o | P p   | Q q   | R r | S s | Sh sh | S̃h s̃h | T t   | T̃ t̃ | U u | V v |
| W w | X x | X̃ x̃ | Y y   | Z z   | Z̃ z̃ | Zh zh | Z̃h z̃h | Ẽ ẽ | Ũ ũ |       |       |       |     |     |     |

Во второй половине 2010-х годов этот алфавит стал активно использоваться в электронных устройствах. На него переведён ряд популярных программ и приложений. Активным пропагандистом этого варианта алфавита выступает пакистанский учёный-антрополог, ваханец по происхождению, Фазал Амин Бег.

## Афганистан
В Афганистане письменность ваханского языка базируется на арабской графической основе. Она была разработана в начале XXI века местными учителями-энтузиастами при поддержке организации SIL International. На этом алфавите изданы различные учебные пособия для детей и взрослых. Алфавит имеет следующий вид:
| ا | آ | ب | پ | ت | ټ | ث | ج | ڃ | چ | ڇ | څ | ځ | ح | خ | د | ډ | ذ | ر | ز | ږ | ژ | ڙ | س |
| ښ | ش | ڜ | ص | ض | ط | ظ | ع | غ | ف | ڤ | ق | ک | گ | ل | م | ن | ه | و | ؤ | وْ | ي | ی |   |

## Китай
В 2005 году учитель уйгурского языка Тухта Тухташ из Синьцзян-Уйгурского автономного района издал первый в Китае учебник ваханского языка — «Uikwar ziban». Алфавит, разработанный автором, базируется на латинской основе и графически близок уйгурскому алфавиту, применявшемуся в 1970-е — 1980-е годы (например, содержит буквы Ⱨ ⱨ, Ⱪ ⱪ, Ə ə, Ө ө).

## Таблица соответствия алфавитов
Сравнительная таблица алфавитов:
| МФА  | Кириллица 1989 | Кириллица 1992 | Кириллица ИПБ | Кириллица 2012 | Латиница 1960-е | Латиница ИПБ | Латиница Пакистан 2011 | Арабское письмо |
| ---- | -------------- | -------------- | ------------- | -------------- | --------------- | ------------ | ---------------------- | --------------- |
| [a]  | А а            | А а            | А а           | А а            | а               | A a          | A a                    | ا               |
| [b]  | Б б            | Б б            | Б б           | Б б            | b               | B b          | B b                    | ب               |
| [v]  | В в            | В в            | В в           | В в            | v               | V v          | V v                    | ڤ               |
| [w]  | В̌ в̌            | Въ въ          | В̌ в̌           | В̌ в̌            | w               | W w          | W w                    | و               |
| [g]  | Г г            | Г г            | Г г           | Г г            | g               | G g          | G g                    | گ               |
| [ʁ]  | Ғ ғ            | Ғ ғ            | Ғ ғ           | Ғ ғ            | γ               | Γ γ          | Gh gh                  | غ               |
| [ɣ]  | Ғ̌ ғ̌            | Ғъ ғъ          | Г̌ г̌           | Ғ̌ ғ̌            | γ̌               | Γ̌ γ̌          | G̃h g̃h                  | ږ               |
| [ɖ]  | Д д            | Д д            | Д д           | Д д            | d               | D d          | D d                    | د               |
| [ð]  | Д̌ д̌            | Дъ дъ          | Д̌ д̌           | З̌ з̌            | δ               | Δ δ          | Dt dt                  | ذ               |
| [d̪]  | Д̣ д̣            | Д̣ д̣            | Д̣ д̣           | Д̈ д̈            | ḍ               | Ḍ ḍ          | D̃ d̃                    | ډ               |
| [e]  | Е е            | Е е            | Е е           | Е е, Э э       | e               | E e          | E e                    | ی               |
| [ә]  | Э э            | Э э            | Ә ә           | Ә ә            | ә               | Ә ә          | Ẽ ẽ                    | و               |
| [ʒ]  | Ж ж            | Ж ж            | Ж ж           | Җ җ            | ž               | Ž ž          | Zh zh                  | ژ               |
| [ʐ]  | Ж̣ ж̣            | Ж̣ ж̣            | Ж̣ ж̣           | Ж ж            | ẓ̌               | Ẓ̌ ẓ̌          | Z̃h z̃h                  | ڙ               |
| [z]  | З з            | З з            | З з           | З з            | z               | Z z          | Z z                    | ز ,ض ,ظ         |
| [d͡z] | З̌ з̌            | Зъ зъ          | Ҙ ҙ           | Ц̌ ц̌            | ᶎ               | Ӡ ӡ          | Z̃ z̃                    | ځ               |
| [i]  | И и            | И и            | И и           | И и            | i               | I i          | I i                    | ي               |
| [j]  | Й й            | Й й            | Й й           | Й й            | y               | Y y          | Y y                    | ی               |
| [k]  | К к            | К к            | К к           | К к            | k               | K k          | K k                    | ک               |
| [q]  | Қ қ            | Қ қ            | Қ қ           | Қ қ            | q               | Q q          | Q q                    | ق               |
| [l]  | Л л            | Л л            | Л л           | Л л            | l               | L l          | L l                    | ل               |
| [m]  | М м            | М м            | М м           | М м            | m               | M m          | M m                    | م               |
| [n]  | Н н            | Н н            | Н н           | Н н            | n               | N n          | N n                    | ن               |
| [o]  | О о            | О о            | О о           | О о            | o               | O o          | O o                    | آ               |
| [p]  | П п            | П п            | П п           | П п            | p               | P p          | P p                    | پ               |
| [r]  | Р р            | Р р            | Р р           | Р р            | r               | R r          | R r                    | ر               |
| [s]  | С с            | С с            | С с           | С с            | s               | S s          | S s                    | ص ,س            |
| [t]  | Т т            | Т т            | Т т           | Т т            | t               | T t          | T t                    | ت ,ط            |
| [θ]  | Т̌ т̌            | Тъ тъ          | Т̌ т̌           | С̌ с̌            | θ               | Θ ϑ          | Th th                  | ث               |
| [t̪]  | Т̣ т̣            | Т̣ т̣            | Т̣ т̣           | Т̈ т̈            | ṭ               | Ṭ ṭ          | T̃ t̃                    | ټ               |
| [u]  | У у            | У у            | У у           | У у            | u               | U u          | U u                    | ؤ               |
| [f]  | Ф ф            | Ф ф            | Ф ф           | Ф ф            | f               | F f          | F f                    | ف               |
| [χ]  | Х х            | Х х            | Х х           | Х х            | x               | X x          | X x                    | خ               |
| [x]  | Х̌ х̌            | Хъ хъ          | Х̌ х̌           | Х̌ х̌            | x̌               | X̌ x̌          | X̃ x̃                    | ښ               |
| [h]  | —              | —              | Ҳ ҳ           | —              | —               | H h          | H h                    | هـ ,ح           |
| [t͡s] | Ц ц            | Ц ц            | Ц ц           | Ц ц            | c               | C c          | C c                    | څ               |
| [t͡ʃ] | Ч ч            | Ч ч            | Ч ч           | Ч ч            | č               | Č č          | Ch ch                  | چ               |
| [ʈ͡ʂ] | Ч̣ ч̣            | Ч̣ ч̣            | Ч̣ ч̣           | Ӵ ӵ            | č̣               | Č̣ č̣          | C̃h c̃h                  | ڇ               |
| [d͡ʒ] | Ҷ ҷ            | Ҷ ҷ            | Ҷ ҷ           | Ҷ ҷ            | ǰ               | J̌ ǰ          | J j                    | ج               |
| [ɖ͡ʐ] | Ҷ̣ ҷ̣            | Ҷ̣ ҷ̣            | Ҷ̣ ҷ̣           | Ҷ̈ ҷ̈            | ǰ̣               | J̣̌ ǰ̣          | J̃ ȷ̃                    | ڃ               |
| [ʃ]  | Ш ш            | Ш ш            | Ш ш           | Щ щ            | š               | Š š          | Sh sh                  | ش               |
| [ʂ]  | Ш̣ ш̣            | Ш̣ ш̣            | Ш̣ ш̣           | Ш ш            | ṣ̌               | Ṣ̌ ṣ̌          | S̃h s̃h                  | ڜ               |
| [ɨ]  | Ы ы            | Ы ы            | Ы ы           | Ы ы            | ы               | Ы ы          | Ũ ũ                    | وْ               |
| Ø    | —              | —              | —             | —              | —               | —            | —                      | ع               |